# 在自由女神像上工作
《在自由女神像上工作》（英語：Working on the Statue of Liberty），简称《自由女神像》（英語：Statue of Liberty）是由美国画家諾曼·洛克威爾创作于1946年的一副布面油画。表现的是建筑工人们正在清理紐約港的自由女神像高举的火炬时的情景。

## 创作
这幅布面油画是为1946年7月6日《星期六晚邮报》的封面而创作的，根据洛克威尔于1946年3月绘制的草图创作而成。《在自由女神像上工作》描绘了每年在七月进行的清洁自由女神像火炬上的琥珀色玻璃的工作，洛克威尔将画作的重点集中在自由女神像的一小部分：火炬，一条长13米的手臂与头部的一小部分，这些在夏日晴朗的阳光下形成了一道剪影。五名工人正在进行清洁工作，其中一人是洛克威尔本人的漫画形象。洛克威尔还描绘了一位穿着红衬衫的非裔美国人，他的这个行为直到2011年才被发现，因为据当时《星期六晚邮报》的一项政策，让有色人种扮演白人的从属人物是非法的。

## 收藏
《在自由女神像上工作》于1994年由美国导演斯蒂芬·斯皮尔伯格捐赠给白宮作为永久的艺术收藏。